# Тотовец
Тотовец је насељено место у саставу града Чаковца у Међимурској жупанији, Хрватска. До територијалне реорганизације у Хрватској налазио се у саставу старе општине Чаковец.

## Становништво
На попису становништва 2011. године, Тотовец је имао 534 становника.

## Попис1991.
На попису становништва 1991. године, насељено место Тотовец је имало 580 становника, следећег националног састава:
| Попис 1991.‍  | Попис 1991.‍  | Попис 1991.‍ | Попис 1991.‍ | Попис 1991.‍ |
| ------------ | ------------ | ----------- | ----------- | ----------- |
|              |              |             |             |             |
| Хрвати       | Хрвати       |             | 547         | 94,31%      |
| Југословени  | Југословени  |             | 1           | 0,17%       |
| Словенци     | Словенци     |             | 1           | 0,17%       |
| Срби         | Срби         |             | 1           | 0,17%       |
| неопредељени | неопредељени |             | 13          | 2,24%       |
| непознато    | непознато    |             | 17          | 2,93%       |
| укупно: 580  |              |             |             |             |